# Claus Ejner
Claus Ejner eller claus ejner (født 1967 i Danmark) er en dansk billedkunstner, performancekunstner og digter.
Ejner dimitterede fra Det Jyske Kunstakademi i 2004 og har en kandidat i Nordisk Litteratur og Sprog samt Kunsthistorie. I 2013 modtog han det 3-årige arbejdslegat fra Statens Kunstfond.
Ejner er mangeårig formand og vært for PerformanceRUM i rum46, Århus.